# Slættanes
Slættanes er en fraflyttet bygd længst mod nord på øen Vágar i det vestlige Færøerne. Slættanes blev grundlagt af Hendrik Thomasen i 1835, og har været affolket siden 1964. Bygden havde aldrig elektricitet eller vej til omverdenen, og al færdsel måtte derfor ske til fods via fjeldstier til Sandavágur, Sørvágur og Gásadalur), eller til søs. Trods den korte vej til Vestmanna (til søs), blev Slættanes betragtet som isoleret. Eneste regulære trafik til stedet var posttjenesten, Postverk Føroya, som først kom til fods, og senere via båd fra Vestmanna. På højden skal omtrent 70 personer have boet på Slættanes, fordelt på 12 huse. De tilbageværende husene benyttes nu som sommerboliger af tidligere beboere eller deres slægtninge.